# Nello Sticco
Nello Sticco (all'anagrafe Pasquale Sticco) (Santa Maria Capua Vetere, 26 agosto 1904 – Milano, 8 giugno 1995) è stato un calciatore italiano, di ruolo attaccante.

## Caratteristiche tecniche
Giocava come ala o mezzala sinistra.

## Carriera

### Club
Esordì nel Torino il 2 ottobre 1921 contro il Savona, andando subito a segno.  In quella stagione disputò 3 partite (con 2 gol) nella Prima Divisione. Nella stagione 1925-1926 Sticco giocò nel Foggia; nel 1927 tornò al Torino, scendendo in campo in un'occasione, ossia la trasferta contro il Genoa 
(25 settembre 1927), durante la Divisione Nazionale 1927-1928: di conseguenza, a fine stagione poté laurearsi Campione d'Italia. Nel 1928 passò alla Biellese, con cui giocò la Divisione Nazionale 1928-1929: fu titolare alla prima giornata, durante la quale segnò anche il suo primo gol con i bianco-neri (contro la Pro Vercelli). In massima serie disputò 15 incontri, con 1 gol: rimase con la Biellese anche nel campionato di Serie B 1929-1930. Nel 1930-1931 giocò nell'Araldo di Crollalanza, che lo mise poi in lista di trasferimento nell'agosto 1931. Nel 1931-1932 era nella rosa della Saviglianese; ancora una volta fu messo in lista di trasferimento.
Sticco è sepolto nel Cimitero di Brandizzo.

## Palmarès

### Club

#### Competizioni nazionali
- Campionato italiano: 1

Torino: 1927-1928